# کمیسیون آموزش و تحقیقات مجلس شورای اسلامی
کمیسیون آموزش، تحقیقات و فناوری مجلس شورای اسلامی یکی از کمیسیون‌های تخصصی مجلس شورای اسلامی است. بر اساس ماده ۴۶ آیین‌نامه داخلی مجلس شورای اسلامی، این کمیسیون برای انجام وظایف محوله در محدوده آموزش و پرورش عمومی، آموزش فنی و حرفه‌ای، آموزش عالی، تحقیقات و فناوری مطابق ضوابط آئین‌نامه تشکیل می‌گردد.
برخی از وظایف این کمیسیون عبارتند از:
- پیشنهاد قوانین و لوایح مناسب برای حوزه آموزشی، فناوری و پژوهشی کشور به مجلس[۳][۴]
- بررسی صلاحیت و برنامه‌های وزرای پیشنهادی در حوزه‌های آموزش، تحقیقات و فناوری[۵][۶]
- بررسی طرح‌ها و برنامه‌های آموزشی کل برای مدارس و دانشگاه‌های کشور[۷][۸]
- بازنگری در قوانین آموزشی کشور و رفع مغایرت‌ها با صدور اصلاحیه[۹]
- بررسی بودجه آموزشی کشور و پیگیری حقوق کارکنان حوزه‌های آموزشی، پژوهشی و فناوری[۱۰][۱۱]
- بررسی طرح‌های مربوط به وضعیت اشتغال و استخدام در حوزه آموزشی کشور با همکاری مسئولان و دستگاه‌های ذیربط[۱۲]
- بررسی و ارائه راهکار برای چالش‌های کشور در حوزه‌های آموزشی، پژوهشی و فناوری[۱۳]
- ارائه راهکار برای صیانت از فرهنگ و هویت ملی ایرانی در عرصه‌های آموزشی، پژوهشی و فناوری[۱۴]

## اعضا
اعضای کمیسیون آموزش، تحقیقات و فناوری مجلس شورای اسلامی در سال اول از مجلس دوازدهم عبارتند از:
| ردیف | نام و نام خانوادگی        | سمت           |
| ۱    | علیرضا منادی سفیدان       | رئیس          |
| ۲    | سید محمد مولوی            | نایب رئیس اول |
| ۳    | فرشاد ابراهیم‌پور نورآبادی | نایب رئیس دوم |
| ۴    | احسان عظیمی راد           | سخنگو         |
| ۵    | فاطمه جراره               | دبیر اول      |
| ۶    | مهدی خالقی                | دبیر دوم      |
| ۷    | حسین حق وردی              | عضو           |
| ۸    | حسین امامی راد            | عضو           |
| ۹    | محمد انور بیجارزهی        | عضو           |
| ۱۰   | حمیدرضا حاجی بابایی       | عضو           |
| ۱۱   | رمضان رحیمی               | عضو           |
| ۱۲   | عمران عباسی کالی          | عضو           |
| ۱۳   | ابراهیم فهیمی             | عضو           |
| ۱۴   | عبدالوحید فیاضی           | عضو           |
| ۱۵   | سید ابوالحسن مصطفوی غمام  | عضو           |
| ۱۶   | سید محسن موسوی زاده       | عضو           |
| ۱۷   | سید حسن هاشمی             | عضو           |
| ۱۸   | اکبر پولادی باغبادرانی    | عضو           |
| ۱۹   | وحید کنعانی               | عضو           |